# Oxycaryum
Oxycaryum Nees é um género botânico pertencente à família Cyperaceae.

## Espécies
- Oxycaryum cubense
- Oxycaryum guianense
- Oxycaryum paraguayense
- Oxycaryum piliferum
- Oxycaryum schinzii
- Oxycaryum schomburgkianum